# Симфония № 14 (Шостакович)
Симфония № 14, Op.135, — симфония Дмитрия Шостаковича, завершённая весной 1969 года и впервые исполненная в том же году. Симфония написана для сопрано, баса и малого струнного оркестра с ударными. В ней использованы стихи четырех авторов, все тексты так или иначе связаны с темой смерти, особенно несправедливой или преждевременной. Стихотворения звучат по-русски, хотя две другие версии существуют с текстами, переведёнными с русского либо на их первоначальные языки, либо на немецкий язык. Симфония посвящена Бенджамину Бриттену.

## Структура
Симфония состоит из 11 частей:
1. De profundis (Де профундис) — Adagio (Федерико Гарсиа Лорка, перевод И. Тыняновой)
2. Malagueña (Малагенья) — Allegretto. Attacca (Федерико Гарсиа Лорка, перевод А. Гелескула)
3. Loreley (Лорелея) — Allegro molto — Adagio — a tempo. Attacca (Гийом Аполлинер, перевод М. Кудинова)
4. Le Suicidé (Самоубийца) — Adagio (Гийом Аполлинер, перевод М. Кудинова)
5. Les Attentives (Начеку) — Allegretto — Adagio — Allegretto. Attacca (Гийом Аполлинер, перевод М. Кудинова)
6. Madame (Мадам, посмотрите!) — Adagio. Attacca (Гийом Аполлинер, перевод М. Кудинова)
7. À la Santé (В тюрьме Санте) — Adagio (Гийом Аполлинер, перевод М. Кудинова)
8. Réponse des Cosaques Zaporogues au Sultan de Constantinople (Ответ запорожских казаков константинопольскому султану) — Allegro. Attacca (Гийом Аполлинер, перевод М. Кудинова)
9. О Дельвиг, Дельвиг! — Basse (Вильгельм Кюхельбекер)
10. Der Tod des Dichters (Смерть поэта) — Largo. Attacca (Райнер Мария Рильке, перевод Т. Сильман)
11. Schlußstück (Заключение) — Moderato (Райнер Мария Рильке, перевод Т. Сильман)

## Состав оркестра
Помимо солистов, симфония написана для оркестра, состоящего из струнных и ударных. Струнные включают десять скрипок, четыре альта, три виолончели и два контрабаса. Ударные включают коробочку, кастаньеты, хлопушку, сопрановый, альтовый и теноровый том-томы, ксилофон, колокола, вибрафон и челесту.

## Премьера
Первое — для избранной публики — исполнение симфонии прошло 21.6.1969 в Малом зале Московской консерватории (солисты: Маргарита Мирошникова и Евгений Владимиров). Официальной премьерой считается исполнение симфонии 29.9.1969 в Малом зале Ленинградской филармонии (солисты: Галина Вишневская и Евгений Владимиров). Московской премьерой считается исполнение симфонии 6.10.1969 (солисты: Галина Вишневская и Марк Решетин). Во всех этих исполнениях Московским камерным оркестром дирижировал Р. Баршай.
Первое исполнение за пределами России состоялось на бриттеновском фестивале в английском Олдборо. Солировали Галина Вишневская и Марк Решетин, Английским камерным оркестром дирижировал Бенджамин Бриттен. Это премьерное исполнение было записано и позднее выпущено на LP.

## Обзор
Четырнадцатая симфония была творческим ответом на произведение Модеста Мусоргского «Песни и пляски смерти». Цикл Мусоргского содержит только четыре песни. Шостакович для своего произведения выбрал 11 стихотворений: Гарсиа Лорки, Аполлинера, Кюхельбекера и Рильке. В вокальном цикле Мусоргского Шостакович видел способ выступить против смерти, и в его симфонии он попытался расширить этот протест ещё больше.